# Alan Greenspan
Alan Greenspan, född 6 mars 1926 i New York, är en amerikansk nationalekonom. 
Greenspan var ordförande för USA:s centralbank, Federal Reserve, från 11 augusti 1987 till 31 januari 2006. På den posten ansågs han vara den person som hade störst makt över USA:s ekonomiska politik; vissa anser att han därmed var en av världens mest inflytelserika personer. Greenspan utsågs till Financial Times Person of the Year 1998.
Greenspan uppfattas allmänt som en mycket kompetent centralbankschef. Mot slutet av hans ämbetstid sjönk dock anseendet, bland annat på grund av börskraschen efter år 2000, den turbulenta utvecklingen på den amerikanska bomarknaden samt en räntepolitik som uppfattats som inte endast motiverad av ekonomiskt hänsynstagande utan även av en vilja att stödja president George W. Bush. Den 1 februari 2006 efterträddes Greenspan som centralbanksordförande av Ben Bernanke. 
I samband med finanskrisen 2008 kom den uttalat marknadsliberale Greenspan att skarpt kritiseras såsom delansvarig för den uppkomna situationen. Inför ett kongressutskott vittnade Greenspan i oktober 2008 om att han haft "delvis fel" i sina bedömningar som centralbankschef, och att stramare regleringar av finansmarknaden behövdes.

## Biografi
Mellan åren 1945 och 1950 studerade Greenspan vid New York University. 1950 avlade han masterexamen i nationalekonomi.
Greenspan är sedan 1997 gift med den 20 år yngre NBC-journalisten Andrea Mitchell.

## Objektivism
Under 1950-talet introducerades Greenspan för författarinnan och filosofen Ayn Rand och omfamnade hennes så kallade filosofi, "objektivismen". Han blev en av medlemmarna i författarens inre krets (det så kallade kollektivet) som läste Atlas Shrugged ('Och världen skälvde') medan den skrevs. Han bidrog med några kapitel till Rands bok Kapitalismen - Det okända idealet, och de förblev vänner fram till hennes bortgång 1982. På senare tid har ledande "objektivister", såsom Yaron Brook och Harry Binswanger kritiserat Greenspan i hans roll som centralbankschef.